# Sanguisorbeae
Sanguisorbeae — триба родини розових, Rosaceae. Містить 16 родів у двох підтрибах Agrimoniinae і Sanguisorbinae.